# Diecezja Alajuela
Diecezja Alajuela (łac. Dioecesis Alaiuelensis) – diecezja Kościoła rzymskokatolickiego w Kostaryce. Należy do metropolii San José de Costa Rica. Została erygowana 16 lutego 1921.

## Główne świątynie
- Katedra: Katedra Matki Bożej z Pilar w Alajueli

## Biskupi diecezjalni
- Antonio del Carmen Monestel Zamora (1921 - 1937)
- Víctor Sanabria Martínez (1938 - 1940)
- Juan Vicente Solís Fernández (1940 - 1967)
- Enrique Bolaños Quesada (1970 - 1980)
- José Rafael Barquero Arce (1980 - 2007)
- Angel San Casimiro Fernandez OAR (2007 - 2018)
- Bartolomé Buigues Oller TC (od 2018)